# كارل هاين
كارل هاين (بالألمانية: Karl Hein)‏ هو منافس ألعاب قوى ألماني، ولد في 11 يونيو 1908 في هامبورغ في ألمانيا، وتوفي بنفس المكان في 10 يوليو 1982.

## وصلات خارجية
- كارل هاين على موقع اللجنة الأولمبية الدولية (الإنجليزية)
- كارل هاين على موقع أوليمبيديا (الإنجليزية)